# Лидија Којдула
Лидија Емили Флорентине Јансен (ест. Lydia Emilie Florentine Jannsen; Вандра, 24. децембар 1843 – Кронштат, 11. август 1886), позната по књижевном псеудониму Лидија Којдула (ест. Lydia Koidula) била је естонска песникиња, прозаиста, преводитељица и драматург. Сматра се оснивачем естонског позоришта.
Њен отац је био чувени естонски новинар и песник Јохан Волдемар Јансен, творац текста националне химне Естоније.

## Биографија
Лидија Јансен је рођена у Вäндри (Фенерн), Естонија. Породица се преселила у оближњи окружни град Парну 1850. године, гдје је, 1857. године, њен отац основао прве локалне новине на естонском језику и гдје је Лидија похађала основну школу на њемачком језику. Јансенови су се преселили у универзитетски град Тарту (Дорпат) 1864. године. Свака врста изражавања национализма, укључујући објављивање на старосједелачким језицима, била је осјетљива тема у Руском царству, међутим владавина цара Александра II (1855–1881) била је релативно либерална и Јансен је успио да убједи империјалну цензуру да му омогући да објави први лист на естонском језику са дистрибуцијом широм земље 1864. године.  И локални Парну и националне новине звали су се Postimees (Курир). Лидија је писала за оца на оба рада осим што је објавила и сопствени рад. Године 1873. удала се за Едуарда Мишелсона, војног љекара, и преселила се у Кронштат (руска поморска база на острву у близини Санкт Петербурга). Године 1876 –78 Мишелсонови су посјетили Бреслау, Стразбур и Беч. Којдула је живјела у Кронштату 13 година и иако је за то вријеме проводила љета у Естонији, наводно никада није престала да се осјећа неутјешно носталгично. Лидија Којдула је била мајка троје дјеце. Умрла је од рака дојке 11. августа 1886. године. Њена посљедња пјесма је била Enne surma — Eestimaale! (Прије смрти, у Естонију!).

## Радови
Којдулино најважније дијело, Emajõe ööbik (Славуј ријеке Емајиги), објављено је 1867. године. Три године раније, 1864. године, Адам Петерсон, фармер, и Јохан Келер, модерни естонски портретиста који живи у Санкт Петербургу, упутили су петицију цару за бољи третман од њемачких земљопосједника који су владали балтичким провинцијама, једнакост, и да језик средњег и високог образовања буде естонски уместо њемачког. Одмах потом одведени су у полицију гдје су саслушани о петицији која је'укључивала лажне информације и била усмјерена против државе'. Адам Питерсон је осуђен на годину дана затвора.
Двије године касније, 1866. године, реформе цензуре из 1855. године које су омогућиле да Којдулини отац започне Postimees је обрнут. Цензура прије објављивања је поново наметнута, а књижевна слобода ограничавана.
То је била политичка и књижевна клима када је Којдула почела да објављује своје радове. Ипак, било је то и вријеме националног буђења када је естонски народ, ослобођен намета 1816. године, почео да осећа понос у нацији и да тежи самоопредјељењу. Којдула је била најартикулисанији глас тих тежњи.
Њемачки утицај у Којдулином раду био је неизбјежан. Балтички Њемци су задржали хегемонију у региону од 13. вијека, током њемачке, пољске, шведске и руске владавине, тако да је њемачки био језик образовања и интелигенције у Естонији 19. вијека. Као и њен отац (и сви други естонски писци у то вријеме), Којдула је преводила много сентименталне њемачке прозе, поезије и драме и постоји посебан утицај покрета бидермајер. Бидермајер, стил који је доминирао 'буржоаском' умјетношћу у континенталној Европи од 1815. до 1848. године, развио се у јеку потискивања револуционарних идеја након пораза Наполеона. Био је једноставан, непретенциозан и карактерисан пасторалним романтизмом; његове теме биле су дом, породица, религија и призори сеоског живота. Теме Којдулиног раног дијела Vainulilled (Ливадско цвијеће; 1866. године) су свакако биле прото-бидермајер, али њен деликатан, мелодичан третман према њима ни на који начин није био рустичан или несофистициран, као што је показано у необузданим патриотским изливима Emajõe Ööbik. Којдула је реаговала на историјско потчињавање естонског народа као на личну увреду; говорила је о ропству и јарму потчињености као из личног искуства. У вријеме националног буђења 1860-их, Естонијом су више од 600 година владале стране силе – данска, њемачка, шведска, пољска и руска. У том контексту, била је свјесна своје улоге у судбини нације. Једном је написала финском дописнику: „Гријех је, велики гијрех, бити мали у великим временима када човјек заиста може да направи историју“.
Естонска књижевна традиција коју је започео Кројцвалд наставила се са Којдулом, али док је Бард из Вируа покушавао да имитира народне традиције древног Естоније, Којдула је писао (углавном) у модерним, западноевропским метрима крајњих римова које су до средине 19. вијека, постати доминантна форма. То је Којдулину поезију учинило много доступнијом популарном читаоцу. Али главни значај Којдуле није лежао толико у њеном омиљеном облику стиха, већ у њеној снажној употреби естонског језика. Естонски је, још 1860-их годину, био у балтичкој провинцији царске Русије којом су доминирали Њемци, језик потлаченог аутохтоног сељаштва. И даље је био предмет правописних препирки, и даље се углавном користио за претежно покровитељске образовне или религиозне текстове, практичне савјете пољопривредницима или јефтино и весело популарно причање прича. Којдула је успјешно користила народни језик за изражавање емоција које су се кретале од љубазне пјесме о породичној мачки, у Meie kass (Наша мачка) и деликатне љубавне поезије, Head ööd (Лаку ноћ) до снажног срцепарајућег плача и окупљајућег позива потлаченом народу, Mu isamaa nad olid matnud (Моја земља, они су те сахранили). Са Лидијом Којдулом, колонијални став да је естонски језик неразвијен инструмент за комуникацију је, по први пут, био доказиво противречан.

## Галерија слика
- Споменик Лидији Којдули у Парну који је креирао Amandus Adamson.
- Кајдулин музеј у Парнуу